# Neoteuthidae
I Neoteutidi (Neoteuthidae Naef, 1921) sono una famiglia di calamari che comprende quattro generi monotipici. Si ritiene siano le specie più strettamente imparentate con il celebre calamaro gigante (Architeuthis dux).

## Descrizione
Questa famiglia di calamari comprende specie di dimensioni medio-piccole, con una lunghezza del mantello che può raggiungere i 270 cm. Il mantello ha una forma che varia da media ad allungata, fino a diventare molto stretta e conica, e presenta una muscolatura relativamente debole. Le pinne sono un tratto distintivo: si sviluppano lateralmente e mostrano lobi posteriori ben visibili, ma senza lobi anteriori, una caratteristica insolita tra i calamari.
La testa è relativamente grande e larga, superando la larghezza del mantello. Le braccia presentano due file di ventose e, in alcuni esemplari adulti, possono sviluppare piccoli uncini. Le strutture tentacolari sono peculiari: le clave (estremità dei tentacoli) sono dotate di carene dorsali, cuscinetti terminali e un sistema di blocco per tenere saldo il tentacolo. Le clave sono divise in due sezioni: la prima, detta manus prossimale, contiene numerose ventose piccole e fitte, disposte in più di dieci file trasversali. La sezione distale della manus invece ospita ventose più grandi, organizzate in quattro file trasversali, mentre il dactylus (parte terminale del tentacolo) ha ventose più piccole disposte in quattro file, riducendosi man mano verso la punta. Questo sistema di blocco tentacolare si estende lungo la manus prossimale e, in quasi tutti i generi, lungo il gambo del tentacolo, ad eccezione del genere Neoteuthis.
Il sistema buccale è collegato ai margini dorsali del quarto paio di braccia, e il sistema di blocco dell'imbuto (funnel-locking apparatus) è costituito da una semplice scanalatura dritta. Le pinne variano per dimensione nei vari generi e rappresentano dal 35 al 70% della lunghezza del mantello. A differenza di altre specie, le pinne non sono attaccate lungo la linea mediana del mantello, ma si trovano sulla superficie dorsolaterale, specialmente nella parte anteriore.
In molte specie di questa famiglia, la superficie aborale delle braccia, insieme alla testa e al mantello, è rivestita da un tessuto bianco spesso. Una caratteristica distintiva è l'assenza di fotofori (organi luminosi), il che rende questa famiglia unica rispetto ad altri calamari dotati di bioluminescenza.

## Distribuzione e habitat
Questi calamari sono distribuiti in modo vario tra gli oceani Atlantico e Pacifico, sia a nord che a sud, e nelle acque antartiche. Prediligono ambienti che vanno dalle acque subtropicali fino a quelle dell'Antartide.

## Biologia
Per la maggior parte delle specie, sono stati raccolti relativamente pochi esemplari. In generale, le paralarve tendono a essere catturate nelle prime centinaia di metri di profondità, mentre i subadulti e gli adulti si trovano più frequentemente nelle zone mesopelagiche e batipelagiche superiori, tra 1000 e 2000 metri di profondità. Alluroteuthis antarcticus sembra essere particolarmente abbondante: i suoi giovani costituiscono una fonte di cibo per albatri, pinguini imperatore e pinguini reali, mentre gli adulti sono predati da foche leopardo, capodogli e balene a becco meridionali. Tutte le specie sembrano possedere un meccanismo di galleggiamento; in A. antarcticus è noto che sia di natura ammoniacale.

## Tassonomia
Come detto in precedenza, la famiglia comprende in tutto quattro generi monospecifici:
- Alluroteuthis Odhner, 1923
  - Alluroteuthis antarcticus Odhner, 1923
- Narrowteuthis Young & Vecchione, 2005
  - Narrowteuthis nesisi Young & Vecchione, 2005
- Neoteuthis Naef, 1921
  - Neoteuthis thielei Naef, 1921
- Nototeuthis Nesis & Nikitina, 1986
  - Nototeuthis dimegacotyle Nesis & Nikitina, 1986